# 1961 en combiné nordique
| Années du combiné nordique : 1958 - 1959 - 1960 - 1961 - 1962 - 1963 - 1964    |
| Décennies du combiné nordique : 1930 - 1940 - 1950 - 1960 - 1970 - 1980 - 1990 |

Cette page reprend les résultats de combiné nordique de l'année 1961.

## Festival de ski d'Holmenkollen
L'épreuve de combiné de l'édition 1961 du festival de ski d'Holmenkollen fut remportée par le Soviétique Nikolay Gusakov
devant les Norvégiens Ole Henrik Fagerås et Tormod Knutsen .

## Jeux du ski de Lahti
L'épreuve de combiné des Jeux du ski de Lahti 1961 fut remportée par le champion olympique ouest-allemand Georg Thoma 
devant le Soviétique Dmitri Kotchkine et le Norvégien Ole Henrik Fagerås.

## Jeux du ski de Suède
L'épreuve de combiné des Jeux du ski de Suède 1961 fut remportée par le coureur est-allemand Günter Flauger,
devant le Norvégien Tormod Knutsen et le Soviétique Albert Larionov.

## Championnats nationaux

### Championnats d'Allemagne
Comme l'année précédente, l'épreuve du championnat d'Allemagne de combiné nordique 1960 fut remportée, à l'Est, par le champion sortant, Günter Flauger. Il s'impose devant Manfred Meinhold et Rainer Dietel ; ces trois coureurs sont membres du SC Dynamo Klingenthal (de).
À l'Ouest, l'épreuve du championnat d'Allemagne de combiné nordique 1961 fut remportée, comme l'année précédente, par Georg Thoma.

### Championnat d'Estonie
Le Championnat d'Estonie 1961 s'est déroulé à Toksovo et fut remporté par Uno Kajak devant Boriss Stõrankevitš et Dieter Treumann.

### Championnat des États-Unis
Les résultats du championnat des États-Unis 1961 manquent.

### Championnat de Finlande
Les résultats du championnat de Finlande 1961 sont incomplets ; il fut remporté par Esko Jussila (fi) tandis que Pekka Ristola arrivait troisième.

### Championnat de France
Les résultats du championnat de France 1961 manquent.

### Championnat d'Islande
Le championnat d'Islande 1961 fut remporté, comme les trois éditions précédentes, par Sveinn Sveinsson.

### Championnat d'Italie
Le championnat d'Italie 1961 fut remporté par Aldo Pedrana, quadruple vice-champion sortant. Il s'impose devant Renato Steffe et Lino Ferrari.

### Championnat de Norvège
Le championnat de Norvège 1961 se déroula à Røros.
Le vainqueur fut Gunder Gundersen, suivi par Arne Larsen et Ole Henrik Fagerås.

### Championnat de Pologne
Comme l'année précédente, le championnat de Pologne 1961 fut remporté par Józef Karpiel (pl), du club WKS Zakopane.

### Championnat de Suède
Le championnat de Suède 1961 a distingué Bengt Eriksson, du club IF Friska Viljor, qui retrouvait là son titre perdu en 1959. Le club champion fut le Njurunda IK.

### Championnat de Suisse
Les résultats du Championnat de Suisse 1961 manquent.